# Harry Price (programador)
Harry Price era un programador del ordenador Sinclair ZX Spectrum. En 1986 se hizo conocido tras una denuncia de la compañía Mastertronic, en la que acusaban a su juego Crime Busters, publicado por IJK (distribuidora perteneciente a la BBC), de estar basado en el código de su juego Spellbound. 
Inicialmente, Price negó la acusación, pero tras ser amenazado por Mastertronic con emprender acciones legales reconoció los hechos y publicó una carta de disculpa. IJK retiró Crime Busters de la venta y lamentó el suceso.
Posteriormente, entusiastas del Spectrum han identificado como aparentes plagios la práctica totalidad de los juegos realizados por Price, pero Crime Busters es el único que admitió haber copiado, aunque también es el único por el que se le amenazó judicialmente.